# 2021년 뉴욕 영화 비평가 협회상
제87회 뉴욕 영화 비평가 협회상은 2021년 12월 3일에 열린 시상식이다.

## 수상 및 후보

### 작품상
- 드라이브 마이 카 - 하마구치 류스케 수상

### 감독상
- 파워 오브 도그 - 제인 캠피온 수상

### 각본상
- 리커리시 피자 - 폴 토마스 앤더슨 수상

### 여우주연상
- 하우스 오브 구찌 - 레이디 가가 수상

### 남우주연상
- 파워 오브 도그 - 베네딕트 컴버배치 수상

### 여우조연상
- 더 트래저디 오브 맥베스 - 캐스린 헌터 수상

### 남우조연상
- 파워 오브 도그 - 코디 스밋 맥피 수상

### 촬영상
- 웨스트 사이드 스토리 - 야누즈 카민스키 수상

### 애니메이션상
- 미첼 가족과 기계 전쟁 - 마이클 리안다 외 1명 수상

### 다큐멘터리상
- 나의 집은 어디인가 - 요나스 포헤르 라스무센 수상

### 외국영화상
- 사랑할 땐 누구나 최악이 된다 - 요아킴 트리에 수상

### 신인작품상
- 로스트 도터 - 매기 질렌할 수상

### 특별상
- BLACK FILM ARCHIVE - Maya S. Cade 수상
- 다이안 웨이어만 수상
- 마샬 파인 수상